# Laure Koléla
Laure Koléla (sinh ngày 8 tháng 3 năm 1991)  là một cầu thủ bóng đá nữ Congo, chơi ở vị trí hậu vệ.

## Tiểu sử
Koléla sinh ra ở Pointe-Noire, Congo. Cô là em gái của cầu thủ bóng đá nữ Chardente Ndoulou.

## Sự nghiệp
Trong mùa giải 2009/10, Koléla đã có mười một lần ra sân cho Evreux trong Division 2 Féminine. Mùa giải 2012/13, cô ký hợp đồng với Compiègne. Cô đã ghi bàn trong trận đấu Coupe de France Féminine 2013 với St-Léonard, trận đấu mà Compiègne thắng 9-0.
Koléla đã chơi cho đội bóng đá quốc gia phụ nữ Congo, và là đồng đội trưởng cùng với Chardente Ndoulou.